# Еухенія Чіальво
Еухенія Чіальво (ісп. Eugenia Chialvo; нар. 21 лютого 1983) — колишня аргентинська тенісистка.
Найвищу одиночну позицію світового рейтингу — 279 місце досягла 11 червня 2001, парну — 162 місце — 23 липня 2001 року.
Здобула 2 одиночні та 6 парних титулів туру ITF.

## Фінали ITF

### Одиночний розряд: 4 (2–2)
| Турніри $50,000 |
| Турніри $25,000 |
| Турніри $10,000 |

| Результат | Ранг | Дата           | Турнір                  | Покриття | Суперниця            | Рахунок       |
| --------- | ---- | -------------- | ----------------------- | -------- | -------------------- | ------------- |
| Поразка   | 1.   | 3 жовтня 1999  | ITF Монтевідео, Уругвай | Ґрунт    | Марія Емілія Салерні | 3–6, 0–6      |
| Поразка   | 2.   | 10 жовтня 1999 | ITF Сантьяго, Чилі      | Ґрунт    | Марія Емілія Салерні | 1–6, 3–6      |
| Перемога  | 1.   | 19 червня 2000 | ITF Алкмар, Нідерланди  | Ґрунт    | Еріка Краут          | 5–5 ret.      |
| Перемога  | 2.   | 30 липня 2000  | ITF Камайоре, Італія    | Ґрунт    | Марет Ані            | 6–1, 2–6, 7–5 |

### Парний розряд: 13 (6–7)
| Результат | Ранг | Дата            | Турнір                       | Покриття | Партнерка                  | Суперниці                               | Рахунок          |
| --------- | ---- | --------------- | ---------------------------- | -------- | -------------------------- | --------------------------------------- | ---------------- |
| Перемога  | 1.   | 28 вересня 1998 | ITF Кордова, Аргентина       | Ґрунт    | Хорхеліна Краверо          | Камілла Кремер Ніна Ніттінгер           | 6–4, 2–6, 6–3    |
| Поразка   | 1.   | 30 серпня 1999  | ITF Буенос-Айрес, Аргентина  | Ґрунт    | Хорхеліна Краверо          | Херальдін Айсенберг Россана де лос Ріос | 5–7, 1–6         |
| Перемога  | 2.   | 12 червня 2000  | ITF Горн, Нідерланди         | Ґрунт    | Паула Раседо               | Дьяна Гергі Крістен ван Елден           | 4–6, 6–2, 6–0    |
| Поразка   | 2.   | 3 липня 2000    | ITF Мон-де-Марсан, Франція   | Ґрунт    | Хорхеліна Краверо          | Ева Бес Алісія Ортуньйо                 | 2–6, 2–6         |
| Поразка   | 3.   | 17 липня 2000   | ITF Ле-Туке, Франція         | Ґрунт    | Лурдес Домінгес Ліно       | Б'янка Ламаде Ясмін Вер                 | 3–6, 5–7         |
| Перемога  | 3.   | 24 липня 2000   | ITF Камайоре, Італія         | Ґрунт    | Хорхеліна Краверо          | Альберта Бріанті Джулія Меруцці         | 6–2, 6–1         |
| Поразка   | 4.   | 1 жовтня 2000   | ITF Верона, Італія           | Ґрунт    | Lourdes Dominguez Lino     | Марія Елена Камерін Андрея Ехрітт-Ванк  | 6–7, 2–6         |
| Перемога  | 4.   | 15 квітня 2001  | ITF Сан-Луїс-Потосі, Мексика | Ґрунт    | Кончіта Мартінес Гранадос  | Жоана Кортез Кларіса Фернандес          | 6–7(3), 6–1, 6–1 |
| Поразка   | 5.   | 22 квітня 2001  | ITF Коацакоалькос, Мексика   | Тверде   | Кончіта Мартінес Гранадос  | Еріка Краут Ванеса Краут                | 1–6, 4–6         |
| Перемога  | 5.   | 30 квітня 2001  | ITF Таранто, Італія          | Ґрунт    | Ева Бес                    | Антонелла Серра-Дзанетті Роберта Вінчі  | 6–2, 1–6, 6–3    |
| Перемога  | 6.   | 7 травня 2001   | ITF Мальє, Італія            | Ґрунт    | Роса Марія Андрес Родрігес | Наталія Гуссоні Лусіана Масанте         | 6–4, 6–4         |
| Поразка   | 6.   | 21 липня 2001   | ITF Модена, Італія           | Ґрунт    | Кончіта Мартінес Гранадос  | Галина Фокіна Надія Островська          | 3–6, 2–6         |
| Поразка   | 7.   | 10 вересня 2001 | ITF Фано, Італія             | Ґрунт    | Хісела Рієра               | Марет Ані Глорія Піццікіні              | w/o              |